# NGC 5866A
NGC 5866A је елиптична галаксија у сазвежђу Змај која се налази на NGC листи објеката дубоког неба.
Деклинација објекта је + 55° 49' 39" а ректасцензија 15h 5m 16,1s. Привидна величина (магнитуда) објекта NGC 5866 износи 15,5 а фотографска магнитуда 16,5. NGC 5866A је још познат и под ознакама Keeler 690, PGC 166188.